# 瀬戸町湊谷
瀬戸町湊谷（せとちょうみなとだに）は、徳島県鳴門市の大字。郵便番号は771-0363。

## 地理
鳴門市の北部に位置。讃岐山脈東部、日出湾に沿って、その北部に位置する小集落で、東は瀬戸町北泊と、南は瀬戸町堂浦と地続きで接している。当地内の通過はないが、昭和46年に県営の鳴門スカイライン（徳島県道183号亀浦港櫛木線）が開通して後は、北泊・堂浦並びに他地方への往来が容易になった。

## 歴史
江戸期から1889年（明治22年）にかけては板東郡および板野郡の村であった。寛文4年より板野郡に属した。明治22年の町村制施行に伴い同郡瀬戸村、昭和3年に瀬戸町の大字となった。昭和22年3月には鳴南市、同年5月より現在の鳴門市の字名となる。

## 世帯数と人口
2022年（令和4年）7月31日現在の世帯数と人口は以下の通りである。
| 町丁       | 世帯数 | 人口 |
| ---------- | ------ | ---- |
| 瀬戸町湊谷 | 6世帯  | 10人 |